# Acleris
Genre
Acleris est un genre d'insectes de l'ordre des lépidoptères (papillons), de la famille des Tortricidae.

## Liste des espèces
- Acleris abietana (Hübner, 1819-1822)
- Acleris aenigmana Powell, 1964
- Acleris aestuosa Yasuda, 1965
- Acleris affinatana (Snellen, 1883)
- Acleris albicomana (Clemens, 1865)
- Acleris albiscapulana (Christoph, 1881)
- Acleris albopterana Liu & Bai, 1993
- Acleris alnivora Oku, 1956
- Acleris amurensis (Caradja, 1928)
- Acleris arcticana (Guenee, 1845)
- Acleris arcuata (Yasuda, 1975)
- Acleris argyrograpta Razowski, 2003
- Acleris askoldana (Christoph, 1881)
- Acleris aspersana (Hübner, 1814-1817)
- Acleris atayalicana Kawabe, 1989
- Acleris atomophora Diakonoff, 1976
- Acleris auricaput Razowski, 1971
- Acleris aurichalcana (Bremer, 1865)
- Acleris avicularia Razowski, 1964
- Acleris bacurana (Turati, 1934)
- Acleris baleina Razowski & Trematerra, 2010
- Acleris bengalica Razowski, 1964
- Acleris bergmanniana (Linnaeus, 1758)
- Acleris bicolor Kawabe, 1963
- Acleris blanda (Yasuda, 1975)
- Acleris boscana (Fabricius, 1794)
- Acleris boscanoides Razowski, 1959
- Acleris bowmanana (McDunnough, 1934)
- Acleris braunana (McDunnough, 1934)
- Acleris britannia Kearfott, 1904
- Acleris bununa Kawabe, 1989
- Acleris busckana (McDunnough, 1934)
- Acleris caerulescens (Walsingham, 1900)
- Acleris caledoniana (Stephens, 1852)
- Acleris caliginosana (Walker, 1863)
- Acleris cameroonana Razowski, 2012
- Acleris capizziana Obraztsov, 1963
- Acleris caucasica (Filipjev, 1962)
- Acleris celiana (Robinson, 1869)
- Acleris cervinana (Fernald, 1882)
- Acleris chalybeana (Fernald, 1882)
- Acleris chionocentra (Meyrick, 1908)
- Acleris chloroma Razowski, 1993
- Acleris clarkei Obraztsov, 1963
- Acleris comandrana (Fernald, 1892)
- Acleris comariana (Lienig & Zeller, 1846)
- Acleris compsoptila (Meyrick, 1923)
- Acleris conchyloides (Walsingham, 1900)
- Acleris coniferarum (Filipjev, 1962)
- Acleris cornana (McDunnough, 1933)
- Acleris crassa Razowski & Yasuda, 1964
- Acleris crataegi (Kuznetzov, 1964)
- Acleris cribellata Falkovitsh, 1965
- Acleris cristana (Denis & Schiffermüller, 1775)
- Acleris curvalana (Kearfott, 1907)
- Acleris dealbata (Yasuda, 1975)
- Acleris decolorata Razowski, 1964
- Acleris delicata (Yasuda & Kawabe, 1980)
- Acleris delicatana (Christoph, 1881)
- Acleris dentata (Razowski, 1966)
- Acleris denticulosa Diakonoff, 1976
- Acleris diadecta Razowski, 2003
- Acleris diaphora Razowski, 2003
- Acleris dispar (Liu & Bai, 1987)
- Acleris dryochyta (Meyrick, 1937)
- Acleris duoloba Razowski, 2003
- Acleris duracina Razowski, 1974
- Acleris effractana (Hübner, 1799)
- Acleris elaearcha (Meyrick, 1908)
- Acleris elegans Oku, 1956
- Acleris emargana (Fabricius, 1775)
- Acleris emera Razowski, 1993
- Acleris enitescens (Meyrick, 1912)
- Acleris expressa (Filipjev, 1931)
- Acleris exsucana (Kennel, 1901)
- Acleris extensana (Walker, 1863)
- Acleris extranea Razowski, 1975
- Acleris ferox (Razowski, 1975)
- Acleris ferrugana (Denis & Schiffermüller, 1775)
- Acleris filipjevi Obraztsov, 1956
- Acleris fimbriana (Thunberg & Becklin, 1791)
- Acleris fistularis Diakonoff, 1976
- Acleris flavivittana (Clemens, 1864)
- Acleris flavopterana Liu & Bai, 1993
- Acleris foliana (Walsingham, 1879)
- Acleris forbesana (McDunnough, 1934)
- Acleris formosae Razowski, 1964
- Acleris forsskaleana (Linnaeus, 1758)
- Acleris fragariana Kearfott, 1904
- Acleris fuscopterana Liu & Bai, 1993
- Acleris fuscopunctata (Liu & Bai, 1987)
- Acleris fuscotogata (Walsingham, 1900)
- Acleris ganeshia Razowski, 2012
- Acleris gatesclarkei Kawabe, 1992
- Acleris gibbopterana Liu & Bai, 1993
- Acleris glaucomis (Meyrick, 1908)
- Acleris gloverana (Walsingham, 1879)
- Acleris gobica Kuznetzov, 1975
- Acleris gothena Razowski, 2012
- Acleris griseopterana Liu & Bai, 1993
- Acleris hapalactis (Meyrick, 1912)
- Acleris harenna Razowski & Trematerra, 2010
- Acleris hastiana (Linnaeus, 1758)
- Acleris helvolaris (Liu & Bai, 1987)
- Acleris hippophaeana (Heyden, 1865)
- Acleris hispidana (Christoph, 1881)
- Acleris hohuanshana Kawabe, 1989
- Acleris hokkaidana Razowski & Yasuda, 1964
- Acleris holmiana (Linnaeus, 1758)
- Acleris hudsoniana (Walker, 1863)
- Acleris hyemana (Haworth, 1811)
- Acleris idonea Razowski, 1972
- Acleris imitatrix (Razowski, 1975)
- Acleris implexana (Walker, 1863)
- Acleris inana (Robinson, 1869)
- Acleris incognita Obraztsov, 1963
- Acleris indignana (Christoph, 1881)
- Acleris issikii Oku, 1957
- Acleris japonica (Walsingham, 1900)
- Acleris kearfottana (McDunnough, 1934)
- Acleris keiferi Powell, 1964
- Acleris kerincina Razowski, 2012
- Acleris kinangopana Razowski, 1964
- Acleris klotsi Obraztsov, 1963
- Acleris kochiella (Goeze, 1783)
- Acleris kodamai Yasuda, 1965
- Acleris kuznetzovi Razowski, 1989
- Acleris lacordairana (Duponchel, 1836)
- Acleris laterana (Fabricius, 1794)
- Acleris leechi (Walsingham, 1900)
- Acleris lipsiana (Denis & Schiffermüller], 1775)
- Acleris literana (Linnaeus, 1758)
- Acleris logiana (Clerck, 1759)
- Acleris longipalpana (Snellen, 1883)
- Acleris lorquiniana (Duponchel, 1835)
- Acleris loxoscia (Meyrick, 1907)
- Acleris lucipara Razowski, 1964
- Acleris lucipeta Razowski, 1966
- Acleris luoyingensis Kawabe, 1992
- Acleris lutescentis (Liu & Bai, 1987)
- Acleris maccana (Treitschke, 1835)
- Acleris macdunnoughi Obraztsov, 1963
- Acleris macropterana Liu & Bai, 1993
- Acleris maculidorsana (Clemens, 1864)
- Acleris maculopterana Liu & Bai, 1993
- Acleris malagassana Diakonoff, 1973
- Acleris matthewsi Razowski, 1986
- Acleris maximana (Barnes & Busck, 1920)
- Acleris medea Diakonoff, 1976
- Acleris micropterana Liu & Bai, 1993
- Acleris minuta (Robinson, 1869)
- Acleris monagma Diakonoff, 1976
- Acleris mundana Kuznetzov, 1979
- Acleris nakajimai Kawabe, 1992
- Acleris napaea (Meyrick, 1912)
- Acleris nectaritis (Meyrick, 1912)
- Acleris negundana (Busck, 1940)
- Acleris nigrilineana Kawabe, 1963
- Acleris nigriradix (Filipjev, 1931)
- Acleris nigrolinea (Robinson, 1869)
- Acleris nigropterana Liu & Bai, 1993
- Acleris nishidai J.W.Brown, 2008
- Acleris nivisellana (Walsingham, 1879)
- Acleris notana (Donovan, 1806)
- Acleris obligatoria Park & Razowski, 1991
- Acleris obtusana (Eversmann, 1844)
- Acleris ochropicta Razowski, 1975
- Acleris ochropterana Liu & Bai, 1993
- Acleris okanagana (McDunnough, 1940)
- Acleris ophthalmicana Razowski & Yasuda, 1964
- Acleris orphnocycla (Meyrick, 1937)
- Acleris osthelderi (Obraztsov, 1949)
- Acleris oxycoccana (Packard, 1869)
- Acleris pallidorbis Diakonoff, 1976
- Acleris paracinderella Powell, 1964
- Acleris paradiseana (Walsingham, 1900)
- Acleris perfundana Kuznetzov, 1962
- Acleris permutana (Duponchel, 1836)
- Acleris phalera (Kuznetzov, 1964)
- Acleris phanerocrypta Diakonoff, 1973
- Acleris phantastica Razowski & Yasuda, 1964
- Acleris phyllosocia Razowski, 2008
- Acleris placata (Meyrick, 1912)
- Acleris placidus Yasuda & Kawabe, 1980
- Acleris platynotana (Walsingham, 1900)
- Acleris porphyrocentra (Meyrick, 1937)
- Acleris potosiana Razowski & Becker, 2003
- Acleris praeterita Park & Razowski, 1991
- Acleris proximana (Caradja, 1927)
- Acleris ptychogrammos (Zeller, 1875)
- Acleris pulchella Kawabe, 1963
- Acleris pulcherrima Razowski, 1971
- Acleris quadridentana (Walsingham, 1900)
- Acleris quercinana (Zeller, 1849)
- Acleris rantaizana Razowski, 1966
- Acleris razowskii (Yasuda, 1975)
- Acleris recula Razowski, 1974
- Acleris retrusa Razowski, 1993
- Acleris rhombana (Denis & Schiffermüller, 1775)
- Acleris robinsoniana (Forbes, 1923)
- Acleris roscidana (Hübner, 1796-1799)
- Acleris rosella (Liu & Bai, 1987)
- Acleris roxana Razowski & Yasuda, 1964
- Acleris rubi Razowski, 2005
- Acleris rubivorella (Filipjev, 1962)
- Acleris rufana (Denis & Schiffermüller, 1775)
- Acleris ruwenzorica Razowski, 2005
- Acleris sagmatias (Meyrick, 1905)
- Acleris salicicola Kuznetzov, 1970
- Acleris santacrucis Obraztsov, 1963
- Acleris scabrana (Denis & Schiffermüller, 1775)
- Acleris schalleriana (Linnaeus, 1761)
- Acleris schiasma Razowski, 2012
- Acleris semiannula (Robinson, 1869)
- Acleris semipurpurana (Kearfott, 1905)
- Acleris semitexta (Meyrick, 1912)
- Acleris senescens (Zeller, 1874)
- Acleris shepherdana (Stephens, 1852)
- Acleris similis (Filipjev, 1931)
- Acleris simpliciana (Walsingham, 1879)
- Acleris sinica (Razowski, 1966)
- Acleris sinuopterana Liu & Bai, 1993
- Acleris sinuosaria Razowski, 1964
- Acleris sordidata Razowski, 1971
- Acleris sparsana (Denis & Schiffermüller, 1775)
- Acleris stachi (Razowski, 1953)
- Acleris stadiana (Barnes & Busck, 1920)
- Acleris stibiana (Snellen, 1883)
- Acleris strigifera (Filipjev, 1931)
- Acleris submaccana (Filipjev, 1962)
- Acleris subnivana (Walker, 1863)
- Acleris supernova Razowski & Wojtusiak, 2009
- Acleris tabida Razowski, 1975
- Acleris taiwana Kawabe, 1992
- Acleris takeuchii Razowski & Yasuda, 1964
- Acleris thiana Razowski, 1966
- Acleris thomasi Razowski, 1990
- Acleris thylacitis (Meyrick, 1920)
- Acleris tibetica Razowski, 1964
- Acleris tigricolor (Walsingham, 1900)
- Acleris tremewani Razowski, 1964
- Acleris trujilloana Razowski & Wojtusiak, 2013
- Acleris tsuifengana Kawabe, 1992
- Acleris tungurahuae Razowski & Wojtusiak, 2009
- Acleris tunicatana (Walsingham, 1900)
- Acleris ulmicola (Meyrick, 1930)
- Acleris umbrana (Hübner, 1796-1799)
- Acleris undulana (Walsingham, 1900)
- Acleris uniformis (Filipjev, 1931)
- Acleris variana (Fernald, 1886)
- Acleris variegana (Denis & Schiffermüller, 1775)
- Acleris venatana Kawabe, 1992
- Acleris yasudai Razowski, 1966
- Acleris yasutoshii Kawabe, 1985
- Acleris youngana (McDunnough, 1934)
- Acleris zeta Razowski, 1964
- Acleris zimmermani Clarke, 1978